# Мастера советской эстрады
«Мастера советской эстрады» — популярная книжная серия, выпускавшаяся издательством «Искусство» (Москва) в 1970—1980-е годы. В книгах этой серии прослеживался творческий путь известных эстрадных артистов, работающих в различных жанрах, приводились интересные факты из биографии.
Формат: 70x90/32 (~113х165 мм); переплёт ледериновый (у первого выпуска — бумажная обложка).
В эти годы издательством «Искусство» выпускалась также другая аналогично оформленная серия — «Мастера советского цирка».

## Книги серии
1973
- Поюровский Б. М. 
Мария Миронова. Александр Менакер. — М.: Искусство, 1973. — 162 с. — (Мастера советской эстрады). — 25 000 экз. (Первоначальный вариант оформления)

1978
- Поюровский Б. М. 
Мария Миронова. Александр Менакер. — М.: Искусство, 1978. — 152 с., [48] с. — (Мастера советской эстрады).

1979
- Василинина И. А. 
Клавдия Шульженко. — М.: Искусство, 1979. — 176 с., [32] с. — (Мастера советской эстрады). — 25 000 экз.

1981
- Серова С. А. 
Анна Редель и Михаил Хрусталёв. — М.: Искусство, 1981. — 192 с. — (Мастера советской эстрады). — 25 000 экз.

1982
- Виккерс Р. Б. 
Юрий Тимошенко и Ефим Березин. — М.: Искусство, 1982. — 224 с. — (Мастера советской эстрады). — 25 000 экз.
- Дмитриев Ю. А. 
Леонид Утёсов. — М.: Искусство, 1982. — 208 с. — (Мастера советской эстрады). — 50 000 экз.

1983
- Алянский Ю. Л. 
Сурен Кочарян. — М.: Искусство, 1983. — 178 с. — (Мастера советской эстрады). — 25 000 экз.